# Eis-Hockey-Club Biel 2012-2013
Questa è la rosa della stagione 2012/2013 dell'EHC Bienne.

## Roster
| N. | Naz.                 | Ruolo | Nome                 |
| -- | -------------------- | ----- | -------------------- |
| 20 | Svizzera (bandiera)  | P     | Reto Berra           |
| 35 | Svizzera (bandiera)  | P     | Marco Streit         |
| 2  | Svizzera (bandiera)  | D     | Rajan Sataric        |
| 4  | Svizzera (bandiera)  | D     | Dominic Meier        |
| 5  | Svizzera (bandiera)  | D     | Marc Grieder         |
| 8  | Svizzera (bandiera)  | D     | Manuel Gossweiler    |
| 14 | Canada (bandiera)    | D     | Chris Campoli        |
| 17 | Svizzera (bandiera)  | D     | Dario Trutmann       |
| 27 | Svizzera (bandiera)  | D     | Anthony Huguenin     |
| 32 | Svizzera (bandiera)  | D     | Ramon Untersander    |
| 33 | Svizzera (bandiera)  | D     | Anthony Rouiller     |
| 95 | Svizzera (bandiera)  | D     | Thomas Wellinger     |
| 96 | Svizzera (bandiera)  | D     | Clarence Kparghai    |
| 0  | Svizzera (bandiera)  | A     | Michael Neininger    |
| 10 | Canada (bandiera)    | A     | Ryan MacMurchy       |
| 11 | Canada (bandiera)    | A     | Jacob Micflikier     |
| 12 | Svizzera (bandiera)  | A     | Mathieu Tschantré    |
| 15 | Svizzera (bandiera)  | A     | Jeffrey Füglister    |
| 18 | Germania (bandiera)  | A     | Ahren Spylo-Nittel   |
| 19 | Svizzera (bandiera)  | A     | Steve Kellenberger   |
| 21 | Svizzera (bandiera)  | A     | Emanuel Peter        |
| 23 | Germania (bandiera)  | A     | Martin Ulmer         |
| 37 | Canada (bandiera)    | A     | Eric Beaudoin        |
| 41 | Danimarca (bandiera) | A     | Nikolaj Ehlers       |
| 48 | Svizzera (bandiera)  | A     | Philipp Wetzel       |
| 52 | Svizzera (bandiera)  | A     | Kevin Gloor          |
| 59 | Svizzera (bandiera)  | A     | Sebastian Sutter     |
| 65 | Svizzera (bandiera)  | A     | Marc Wieser          |
| 78 | Canada (bandiera)    | A     | Marc-Antoine Pouliot |
| 91 | Svizzera (bandiera)  | A     | Silvan Wyss          |
| 92 | Svizzera (bandiera)  | A     | Gaëtan Haas          |
| 93 | Svizzera (bandiera)  | A     | Gianni Ehrensperger  |

- Allenatore:  Kevin Schläpfer
- Ass.Allenatore:  Dino Stecher